# Geonoma

Geonoma stricta stricta

Geonoma är ett släkte av enhjärtbladiga växter. Geonoma ingår i familjen Arecaceae.

## Bildgalleri

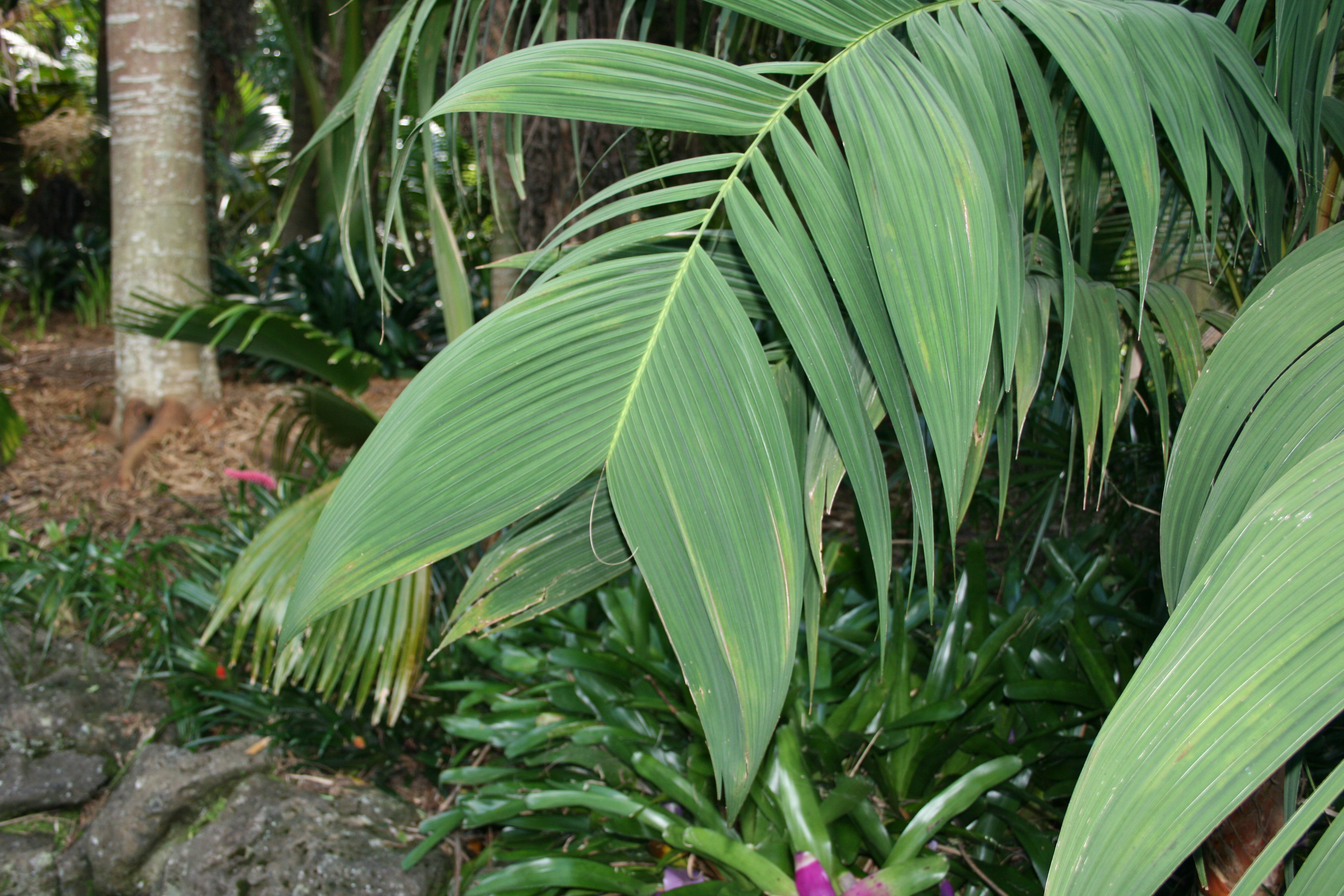
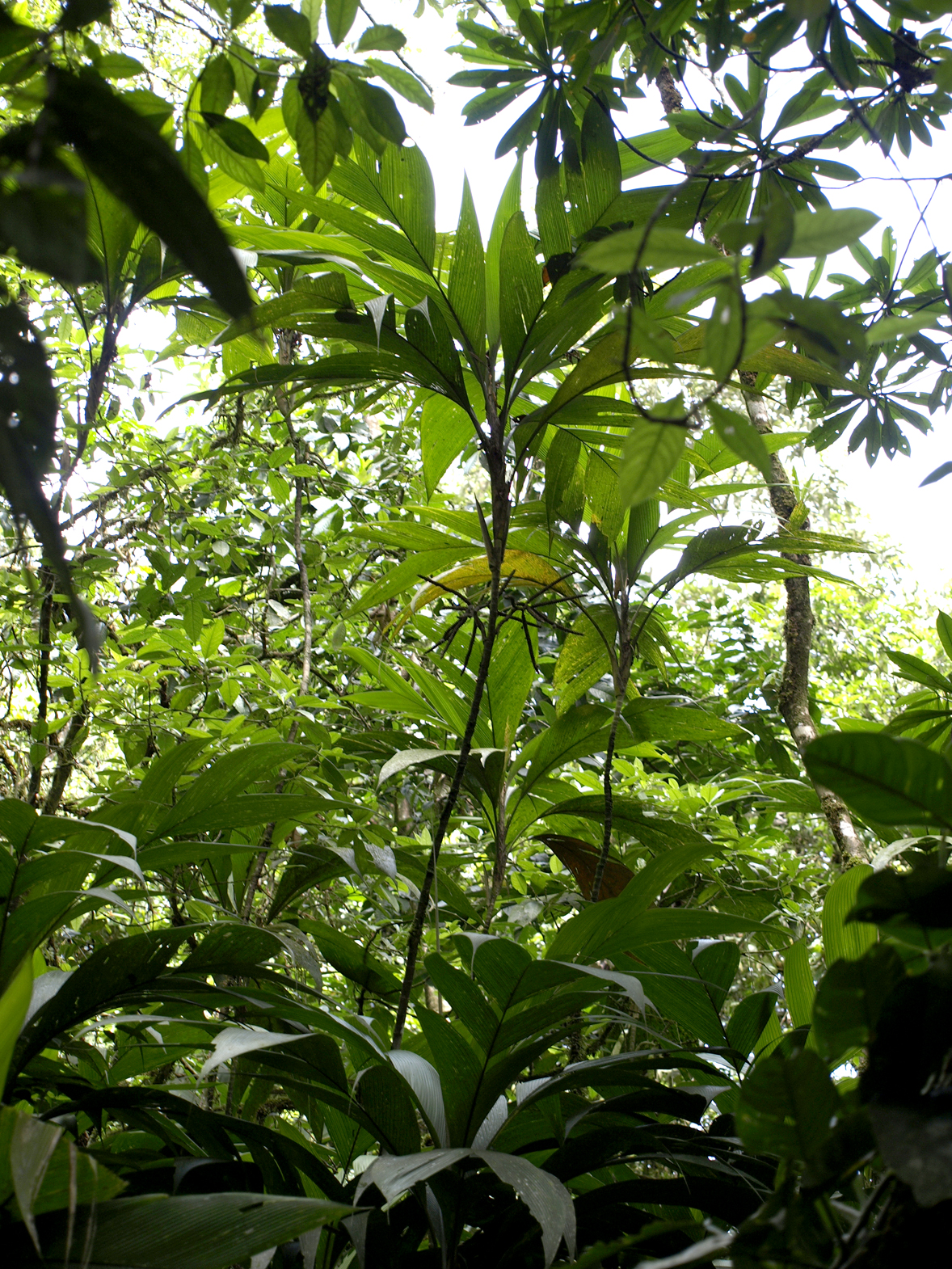
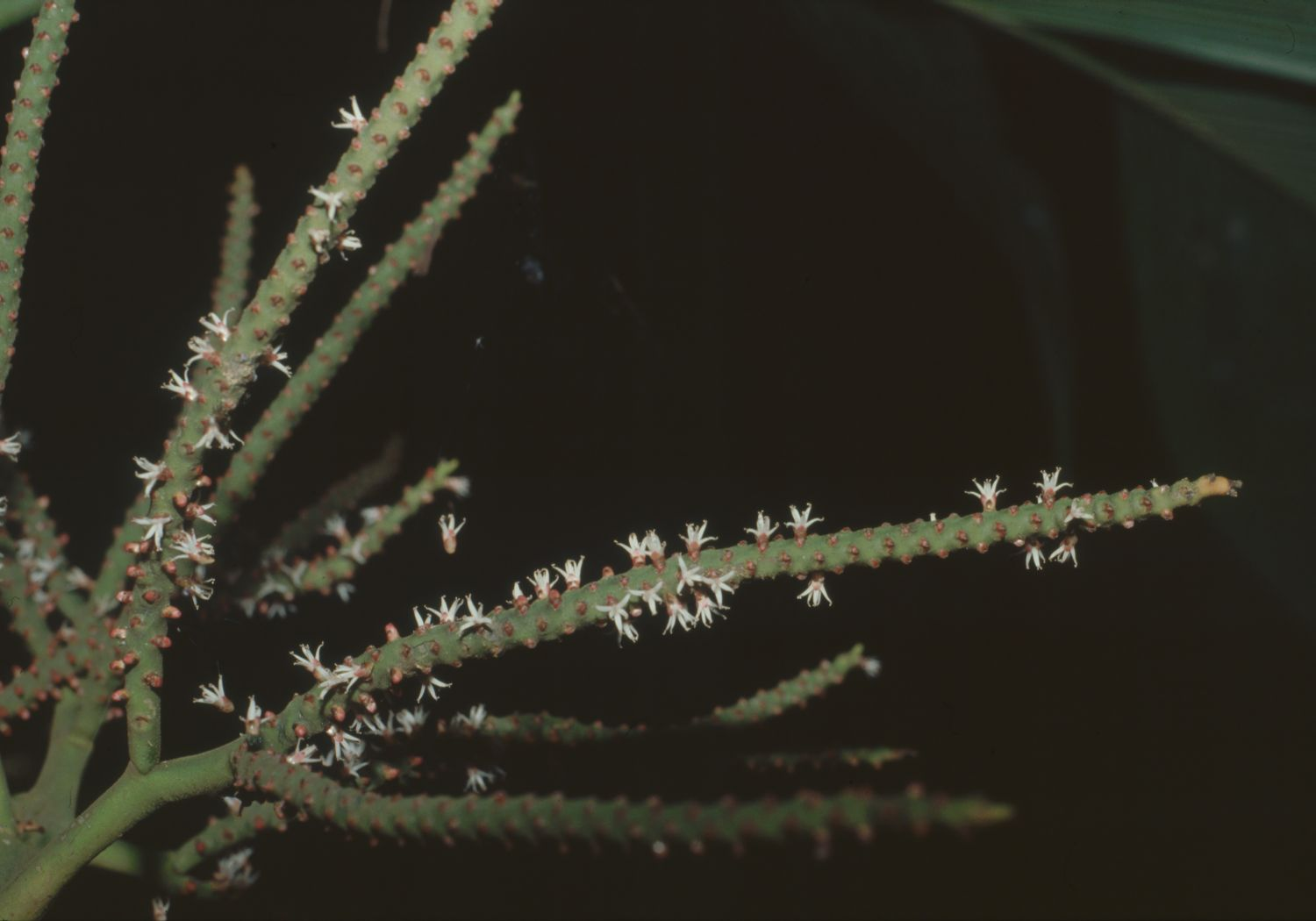
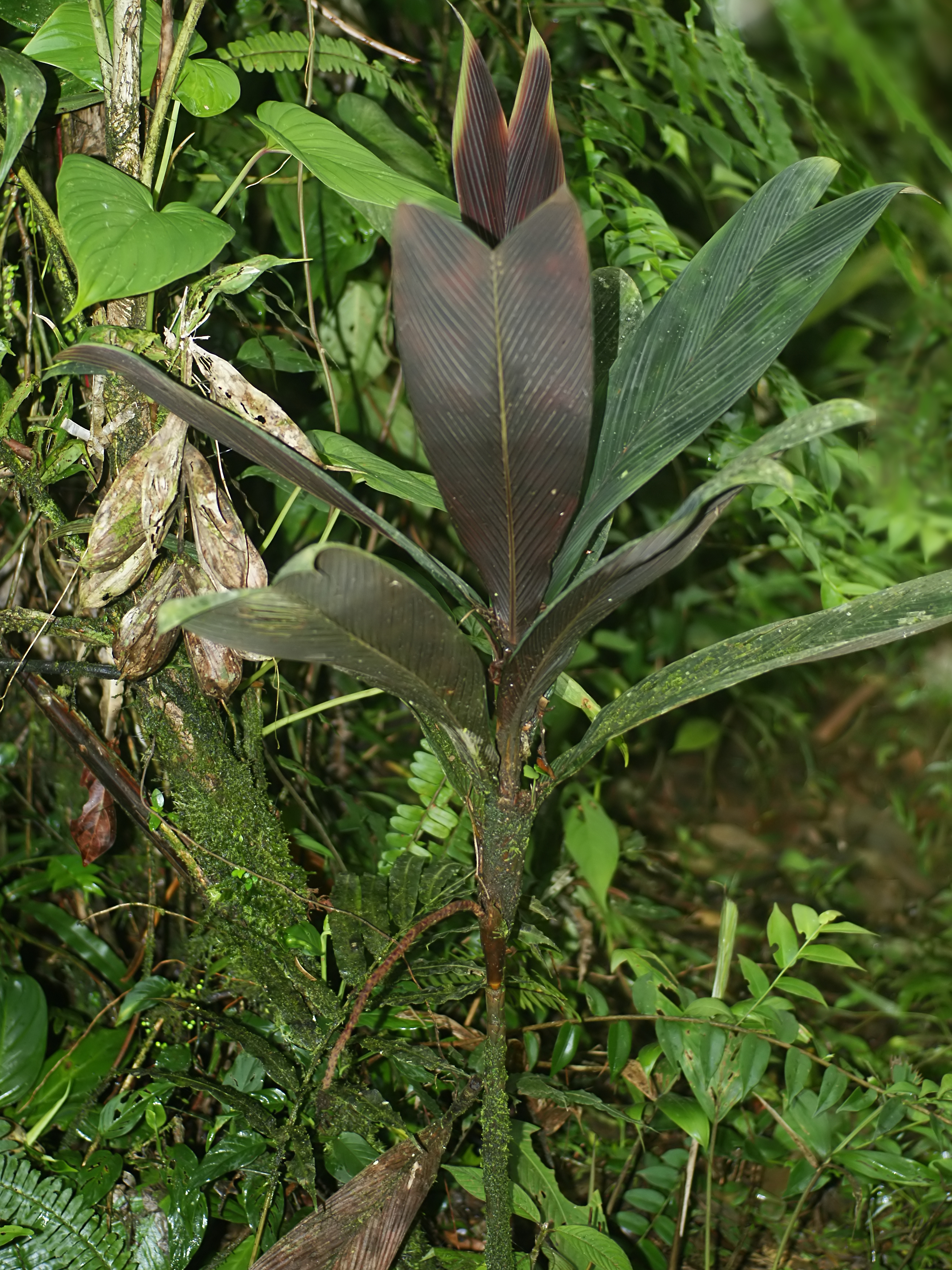

## Dottertaxa tillGeonoma, i alfabetisk ordning[1]
- Geonoma appuniana
- Geonoma arundinacea
- Geonoma aspidiifolia
- Geonoma atrovirens
- Geonoma awaensis
- Geonoma baculifera
- Geonoma bifurca
- Geonoma blanchetiana
- Geonoma bondariana
- Geonoma brenesii
- Geonoma brevispatha
- Geonoma brongniartii
- Geonoma camana
- Geonoma chlamydostachys
- Geonoma chococola
- Geonoma concinna
- Geonoma conduruensis
- Geonoma congesta
- Geonoma cuneata
- Geonoma densa
- Geonoma deversa
- Geonoma divisa
- Geonoma ecuadoriensis
- Geonoma elegans
- Geonoma epetiolata
- Geonoma ferruginea
- Geonoma fiscellaria
- Geonoma gamiova
- Geonoma hoffmanniana
- Geonoma hollinensis
- Geonoma hugonis
- Geonoma interrupta
- Geonoma irena
- Geonoma jussieuana
- Geonoma lanata
- Geonoma laxiflora
- Geonoma leptospadix
- Geonoma linearis
- Geonoma littoralis
- Geonoma longipedunculata
- Geonoma longivaginata
- Geonoma macrostachys
- Geonoma maxima
- Geonoma meridionalis
- Geonoma monospatha
- Geonoma mooreana
- Geonoma myriantha
- Geonoma oldemanii
- Geonoma oligoclona
- Geonoma orbignyana
- Geonoma paradoxa
- Geonoma paraguanensis
- Geonoma pauciflora
- Geonoma piscicauda
- Geonoma poeppigiana
- Geonoma pohliana
- Geonoma polyandra
- Geonoma polyneura
- Geonoma rubescens
- Geonoma santanderensis
- Geonoma schottiana
- Geonoma scoparia
- Geonoma seleri
- Geonoma simplicifrons
- Geonoma skovii
- Geonoma spinescens
- Geonoma stricta
- Geonoma supracostata
- Geonoma talamancana
- Geonoma telesiana
- Geonoma tenuissima
- Geonoma triandra
- Geonoma triglochin
- Geonoma trigona
- Geonoma trinervis
- Geonoma umbraculiformis
- Geonoma undata
- Geonoma weberbaueri
- Geonoma wilsonii
- Geonoma wittigiana